# IC 1261
IC 1261 ist ein interagierendes Galaxienpaar im Sternbild Drache am Nordsternhimmel.
Das Objekt wurde am 8. September 1888 von Edward Swift entdeckt.